# Megalocnus
Megalocnus (del griego μεγάλος [megalos] 'grande' y όκνος [oknos] 'perezoso') es un género extinto  de perezosos terrestres que habitó en las grandes Antillas en el Pleistoceno. Estuvo entre los mayores perezosos del Caribe, con individuos que se estima llegaban a pesar más de 90 kg.
Se conocen dos especies, M. rodens de Cuba, y M. zile de La Española. Los subfósiles de M. rodens indican que sobrevivió bien adentrado el Holoceno, provocando especulaciones de que pudo haber sobrevivido en los bosques montanos de las tierras altas cubanas hasta el siglo XV o XVI. Sin embargo, los más recientes datos de datación por radiocarbono por espectrometría de masas acelerada reportan la fecha del año 4190 antes del presente, calibrado al 4700 antes del presente. Esto es similar a la más reciente fecha reportada para el perezoso de La Española, 4391 a.p., calibrado al año circa 5000 antes del presente, para el pequeño y probablemente arborícola Neocnus comes, y cerca de 1.200 años después de la primera fecha conocida de la ocupación humana del año 5140 antes del presente, calibrado al 5900 antes del presente.
Sus parientes incluyen a otros perezosos terrestres del Caribe, como Acratocnus, Mesocnus, Miocnus, Neocnus, Parocnus y Paulocnus.